# Oldřich Vízner
 (novembre 2023).
La mise en forme du texte ne suit pas les recommandations de Wikipédia : il faut le « wikifier ».
Les points d'amélioration suivants sont les cas les plus fréquents. Le détail des points à revoir est peut-être précisé sur la page de discussion.
- Les titres sont pré-formatés par le logiciel. Ils ne sont ni en capitales, ni en gras.
- Le texte ne doit pas être écrit en capitales (les noms de famille non plus), ni en gras, ni en italique, ni en « petit »…
- Le gras n'est utilisé que pour surligner le titre de l'article dans l'introduction, une seule fois.
- L'italique est rarement utilisé : mots en langue étrangère, titres d'œuvres, noms de bateaux, etc.
- Les citations ne sont pas en italique mais en corps de texte normal. Elles sont entourées par des guillemets français : « et ».
- Les listes à puces sont à éviter, des paragraphes rédigés étant largement préférés. Les tableaux sont à réserver à la présentation de données structurées (résultats, etc.).
- Les appels de note de bas de page (petits chiffres en exposant, introduits par l'outil «  Source ») sont à placer entre la fin de phrase et le point final[comme ça].
- Les liens internes (vers d'autres articles de Wikipédia) sont à choisir avec parcimonie. Créez des liens vers des articles approfondissant le sujet. Les termes génériques sans rapport avec le sujet sont à éviter, ainsi que les répétitions de liens vers un même terme.
- Les liens externes sont à placer uniquement dans une section « Liens externes », à la fin de l'article. Ces liens sont à choisir avec parcimonie suivant les règles définies. Si un lien sert de source à l'article, son insertion dans le texte est à faire par les notes de bas de page.
- La présentation des références doit suivre les conventions bibliographiques. Il est recommandé d'utiliser les modèles {{Ouvrage}}, {{Chapitre}}, {{Article}}, {{Lien web}} et/ou {{Bibliographie}}. Le mode d'édition visuel peut mettre en forme automatiquement les références.
- Insérer une infobox (cadre d'informations à droite) n'est pas obligatoire pour parachever la mise en page.

Pour une aide détaillée, merci de consulter Aide:Wikification.
Si vous pensez que ces points ont été résolus, vous pouvez retirer ce bandeau et améliorer la mise en forme d'un autre article.
Pour les articles homonymes, voir Vízner.
Oldřich Vízner, né le 6 mai 1947 à Prague, est un acteur tchèque.

## Biographie
Oldřich Vízner est issu d'une famille 4 enfants. Dans les années 1960, son frère bien plus connu Jaroslav Vízner a commencé sa carrière d'acteur au théâtre de Kladno, puis a rejoint le Divadl na zábradlí. Il a réalisé le premier des films en 1962. Le troisième frère Vladimír est mort de brûlures après avoir manipulé un radiateur en 1983. et le quatrième frère Vlastimil est décédé à l'âge de 11 ans des suites de blessures consécutives à un accident de vélo. Après avoir obtenu son diplôme à la DAMU (1969), il a travaillé dans les années 1969-1977 à la Divadle J. Průchy Kladno – Mladá Boleslav, puis au Drama Club de Prague (1977–1998).
Il joue actuellement dans Divadlo ABC, qui relève de la Městská divadla pražská. Il est probablement mieux connu des téléspectateurs pour son rôle de serviteur de Saturninus dans le film Saturnin. C'est un acteur très particulier doté d'un grand talent comique. Il a deux filles avec sa première épouse, l'actrice Jana Šulcová, elles ont divorcé en 1988. Après le deuxième divorce, il a vécu 20 ans avec l'actrice Vendulka Křížová, avec qui il a trois enfants.

## Filmographie
- 1965 École des pécheurs - Hečky
- 1966 Nuit de Cristal
- 1968 Regard en arrière – étudiant
- 1968 Incinérateur de cadavres - M. Kája
- 1969 Cendres
- 1971 Pain et chansons - Pecka
- 1971 Les gens à la croisée des chemins – Stanislav
- 1972 Chronique de minuit - Rutkay
- 1974 Tentative de meurtre – Pavel
- 1975 La Fiancée du Diable - Žabža
- 1975 Nous du bout du monde – Vuk
- 1975 Au bout du monde – Maryška
- 1976 L'été avec un cowboy - Boba
- 1977 Une histoire d'amour et d'honneur - Arbes
- 1977 Voyage étrange – Tomek
- 1977 Poisson rouge – Jaroslav Hanták
- 1978 Plus fort que la peur - dr. Spa
- 1979 Arabela - Prince Vilibald
- 1981 Cuts – Červinka
- 1981 Hodina života - Sec
- 1982 Dynastie des nouveaux arrivants – Emil Kučera
- 1983 Sœurs – Arnošt
- 1985 À propos de Clever Honzo - Prince Banene
- 1985 Veronika – Václav Čeněk Bendl
- 1986 Mauvais sang
- 1986 Opération de ma fille - dr. Bures
- 1987 Fangirl
- 1989 L'Europe a dansé une valse - Ivan Olbracht
- 1989 Tourment de l'imagerie - rôle non précisé
- 1989 Le Royaume derrière la guitare – Engel
- 1990 Jour J de Dasha B
- 1990 Le Mystère des Trois Capitaines 1–3
- 1990 Sorcières de banlieue - Le père de Veronica
- 1991 Forteresse
- 1991 Souffle mes fraises 1–3
- 1991 Œil pour œil
- 1991 Le Cercle
- 1991 Clowns et Patriotes
- 1991 Porte
- 1991 Bas
- 1991 L'Opéra du Mendiant – Jim
- 1993 Mariage de vampires - chanteuse d'opéra
- 1994 Nous étions cinq - Liberté
- 1994 Saturnine - Saturnin
- 1994 Playgirls – Patrik Škoda
- 1996 Bubu et Filip - père Lang
- 1996 Bubu et Philippe II.
- 1997 Camp des femmes déchues - Miki Komi
- 2001 Quand grand-père aimait Rita Hayworth
- 2002 Waterloo en tchèque – 4. Ing. Zawinul
- 2003 Manquant
- 2004 Rock éveillé
- 2004 Ruth voit les choses différemment
- 2005 Pool – Pavel Bureš
- 2012 Ententyky – Coléoptère
- 2013 Médecins du début

## Travaux pour la radio
- 1990 Jiří Robert Pick : « Anecdotes de Franci Roubíček », une tragi-comédie sur un homme qui ne pouvait s'empêcher de raconter une anecdote. Musique de Vladimír Truc. Dramaturge Dušan Všelicha. Réalisé par Josef Červinka. Interprètes : Tomáš Töpfer, Růžena Merunková, Barbora Kodetová, Marie Marešová, Miloš Hlavica, Jiří Lábus, Zdeněk Ornest , Josef Velda, Martin Velda, Simona Stašová et Jaroslava Kretschmerová. Filmé en 1990[4].

### Littérature
- Kdo je kdo = Who is who : personnalités tchèques contemporaines : 5000 biographies / (Michael Třeštík éditeur), Prague, Agence Who's Who, 2005, 775 p. (ISBN 80-902586-9-7)
- Joseph, dictionnaire biographique tchèque XX. siècle : III. partie : Q–Z, Prague ; Litomyšl, Pâque ; Petr Meissner, 1999, 587 p. (ISBN 80-7185-247-3)